# Angelica cartilaginomarginata
Angelica cartilaginomarginata är en växtart i släktet kvannar (Angelica) och familjen flockblommiga växter. Den beskrevs av Tomitaro Makino och Yoshitaka Yabe, och fick sitt nu gällande namn av Takenoshin Nakai 1909.
Arten är en perenn ört som förekommer i nordöstra Kina, på Koreahalvön och i Japan.

## Varieteter
Arten delas in i följande varieteter:
- A. c. var. cartilaginomarginata
- A. c. var. foliosa